# Tom Cruise
Thomas "Tom" Cruise Mapother IV (Syracuse, 3 de julho de 1962) é um ator e produtor de cinema norte-americano.
Em 2007 foi listado pela revista Forbes como a celebridade mais popular de 2006. Cruise venceu três Globos de Ouro e foi indicado quatro vezes ao Oscar e é responsável pelo Estúdio Cinematográfico United Artists fundado por Charlie Chaplin.
Seu primeiro papel de destaque foi no filme Risky Business, descrito como um "clássico da geração X", responsável por consagrar sua carreira como ator. Após desempenhar o papel de um heroico piloto de caças no filme Top Gun, de 1986, enorme sucesso de público e crítica, Cruise continuou a fazer filmes representativos como A cor do dinheiro (de Martin Scorsese) e Rain Man, posteriormente interpretou um agente secreto na série de filmes de ação Mission: Impossible durante as décadas de 1990 e 2000. Além destes papéis heróicos, interpretou outros personagens de destaque, como o misógino guru de auto-ajuda em Magnólia (1999) e um sociopático assassino de aluguel, frio e calculista, no thriller de Michael Mann, Collateral (2004).
Em 2005 o jornalista de Hollywood Edward Jay Epstein listou Cruise como um dos poucos produtores (juntamente com George Lucas, Steven Spielberg e Jerry Bruckheimer) capazes de garantir o sucesso de uma franquia cinematográfica bilionária. Desde o mesmo ano Cruise e Paula Wagner têm o comando do estúdio cinematográfico United Artists, com Cruise como produtor e principal estrela e Wagner como principal executiva. Cruise também é conhecido por sua filiação e adesão à controversa Igreja da Cientologia.

## Carreira
Cruise nasceu em 3 de julho de 1962, em Syracuse, Nova Iorque, filho do engenheiro eletricista Thomas Cruise Mapother III (1934–1984) e da professora Mary Lee (nascida Pfeiffer; 1936–2017). Seus pais eram naturais de Louisville, Kentucky, vindo de uma família de ancestralidade inglesa, alemã e irlandesa. Cruise tem três irmãs, Lee Anne, Marian e Cass. Um dos seus primos, William Mapother, também é um ator que apareceu ao lado de Cruise em cinco filmes. Cruise cresceu numa situação de classe média baixa e teve uma educação católica. Mais tarde, ele descreveu seu pai como "um comerciante do caos", um "bully" e um "covarde" que batia nos filhos. Ele elaborou, "[Meu pai] era o tipo de pessoa que, se algo der errado, ele te chuta. Foi uma grande lição na minha vida — como ele te embalaria, te faria sentir seguro e então, bang! Para mim, foi tipo, 'Tem algo errado com esse cara. Não confie nele. Tenha cuidado com ele."
No total, Cruise frequentou quinze escolas em quatorze anos. Ele passou parte da sua infância no Canadá, mais precisamente em Ottawa. Quando estava na sexta série, sua mãe se divorciou do seu pai. Em 1978, ela se casou novamente com um homem chamado Jack South. Seu pai biológico morreu de cancer em 1984. Cruise frequentou a St. Francis Seminary em Cincinnati, Ohio, e por algum tempo contemplou se tornar um padre franciscano, mas seu gosto por bebida alcoólica e pela atuação o desviaram desse objetivo. Tom se formou na escola em 1980, na cidade de Glen Ridge, Nova Jérsei.

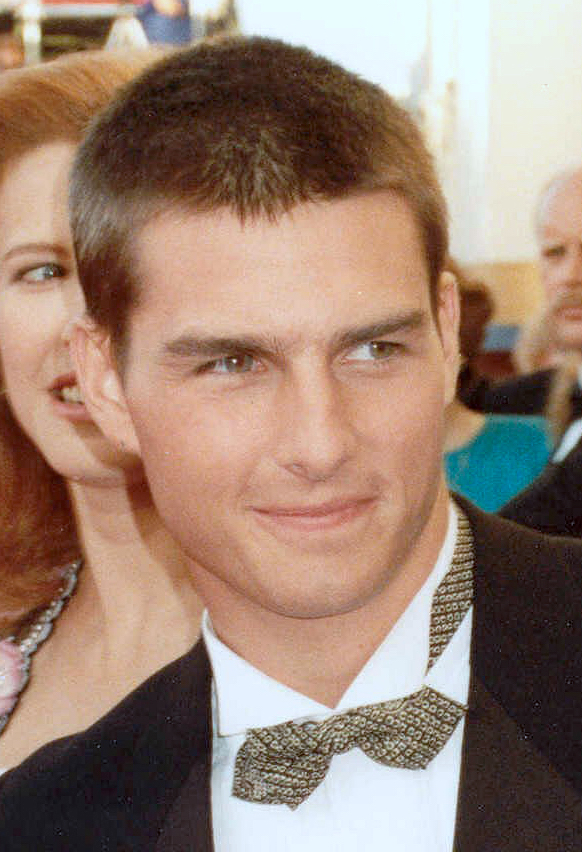
Cruise no Oscar de 1990

Aos 18 anos de idade, com a bênção de sua mãe e padrasto, Cruise mudou-se para Nova York para seguir a carreira de ator. Depois de ter vários pequenos empregos, como garçom, ele se mudou para Los Angeles para buscar mais oportunidades como ator. Ele assinou com a CAA e começou a trabalhar com filmes. Após sua mudança para a Califórnia, conseguiu o seu primeiro papel, no filme dirigido por Franco Zeffirelli, Endless Love. Logo a seguir, participou de The Outsiders, de Francis Ford Coppola, em 1983.
Depois deste papel, voltaria a Nova Jersey, com a surpresa de ser escolhido para o filme Taps, mas como ator secundário. A sua carreira começou logo ali, e em 1981, conseguiu o seu primeiro papel como protagonista, em Risky Business, contracenando com Paul Brickman e Rebecca de Mornay.
Começou sua carreira como galã de filmes para adolescentes. Em 1986, passa a categoria de astro do cinema com a atuação no filme Top Gun. Em 1990, consegue a aceitação dos críticos, com Days of Thunder, o filme onde estreava como guionista com Robert Towne. Neste momento, o cinema mostrava um Tom de muita garra, disposto a oferecer mais e mais e, sem dúvida, demonstrou, quando contracenou com a sua esposa Nicole Kidman. Enquanto isso, já rodava o filme Terror a Bordo. Foi um noivado curto mas intenso, e no dia 24 de dezembro de 1990, casaram-se em Telluride, Colorado. A cerimônia foi ao alcance de qualquer curioso. Um ano mais tarde, em 1991, filmariam o primeiro filme juntos, Far and Away, demasiado pronto, segundo as declarações de Nicole Kidman.
Em 1992, Tom interpretou um advogado militar em A Few Good Men, dirigido por Rob Reiner, com Jack Nicholson e Demi Moore. Nesse filme bateria um novo recorde na sua carreira profissional, cobrando cerca de doze milhões de dólares pela sua atuação.
Em 1993, protagonizou o filme The Firm, interpretando um advogado, e estreou como diretor na série de televisão Fallen Angels. No mesmo ano, recebeu um cachê de quinze milhões de dólares para atuar em Interview with the Vampire: The Vampire Chronicles, ao lado de Brad Pitt e Antonio Banderas. Nesse filme, dirigido por Neil Jordan e baseado na obra homônima de Anne Rice, interpretou o vampiro Lestat de Lioncourt.

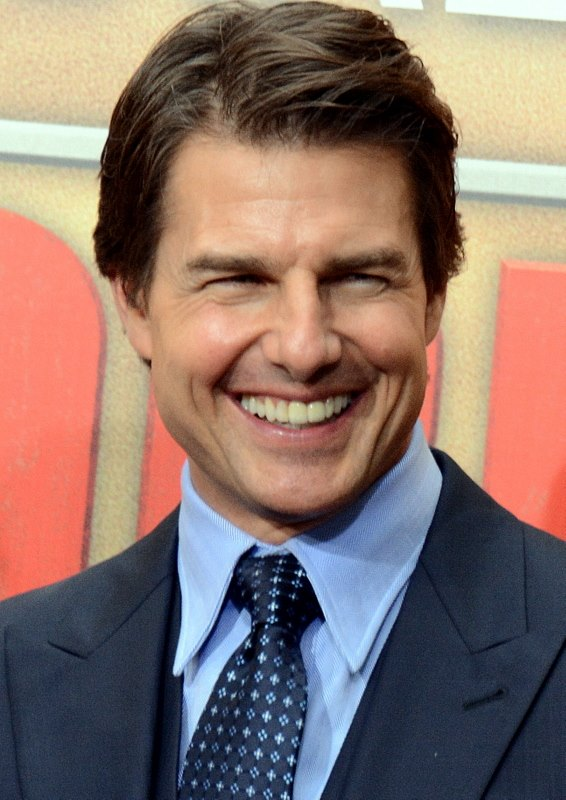
Na premiere de Edge of Tomorrow, 2014.

Tom e Nicole adotaram uma menina no final de 1992, Isabella Jane, logo após o nascimento dela. Como Nicole desejava aumentar a família, adotaram outra criança em 1995: Connor Anthony Cruise.
O filme seguinte de Tom, produzido e protagonizado por ele, Mission: Impossible, bateria novamente o recorde de vendas de ingressos nos seis primeiros dias de exibição.
Depois, Tom Cruise participou de filmes mais densos, com personagens fortes, contrários à postura de bom moço, como Magnolia, Eyes Wide Shut e Vanilla Sky.
Em 1996, Tom estreou como produtor de filmes em Missão Impossível. Ele faz parceria com Paula Wagner na C/W Productions. Em 2002, trabalhou com o famoso diretor de cinema Steven Spielberg, pela primeira vez, no filme de ficção-científica Minority Report, e com ele voltou a trabalhar em 2005, nas filmagens do também ficção-científica War of the Worlds.
Em 22 de agosto de 2006, a Paramount Pictures anuncia o fim do contrato de Cruise com a Warner Productions. Em novembro, Cruise e Paula Wagner anunciaram que eles haviam adquirido a United Artists e começaram a produzir filmes por ela.
Em maio de 2021, Cruise protestou contra a Hollywood Foreign Press Association (HFPA) devolvendo seus três prêmios Globo de Ouro devido as polêmicas envolvendo a organização, particularmente sua falta de diversidade, especificamente sem membros negros e questões éticas relacionadas a benefícios financeiros para alguns de seus membros.

## Filmografia

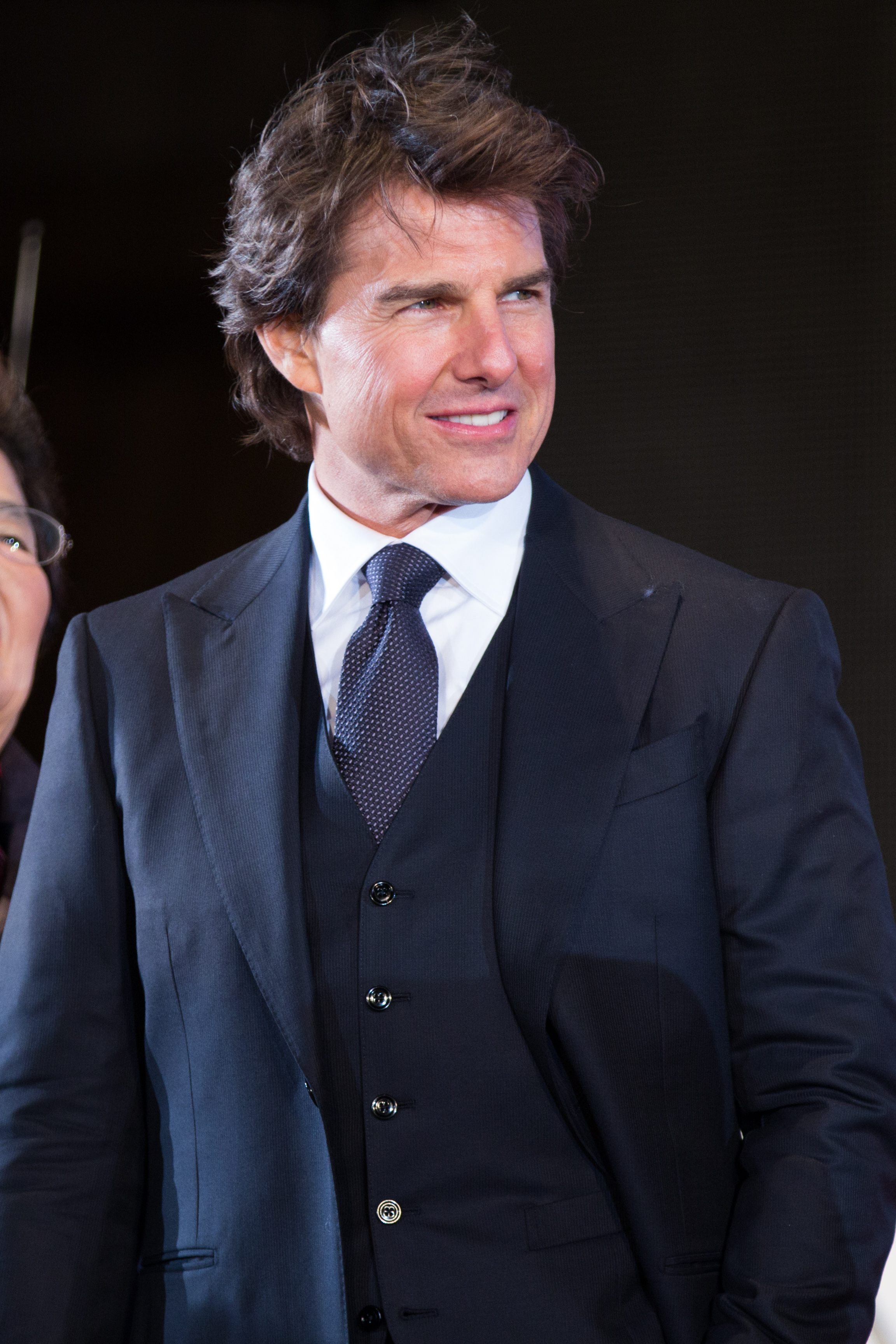
Cruise em 2016

- 1981 — Taps (br: Toque de recolher)
- 1981 — Endless Love (br: Amor sem fim)
- 1983 — The Outsiders (br: Vidas Sem Rumo)
- 1983 — Risky Business (br / pt: Negócio arriscado)
- 1983 — Losin' It
- 1983 — All the Right Moves (br: A chance)
- 1985 — Legend (br: A lenda)
- 1986 — Top Gun (br: Top Gun — Ases Indomáveis — pt: Asas Indomáveis)
- 1986 — The Color of Money (br / pt: A cor do dinheiro)
- 1988 — Rain Man (br: Rain Man — pt: Encontro de irmãos)
- 1988 — Cocktail (br / pt: Cocktail)
- 1989 — Born on the Fourth of July (br: Nascido em 4 de julho — pt: Nascido a 4 de Julho)
- 1990 — Days of Thunder (br: Dias de trovão — pt: Dias de tempestade)
- 1992 — Far and Away (br: Um sonho distante — pt: Horizonte Longínquo)
- 1992 — A Few Good Men (br: Questão de honra — pt: Uma questão de honra)
- 1993 — The Firm (br / pt: A firma)
- 1994 — Interview with the Vampire (br / pt: Entrevista com o Vampiro)
- 1996 — Jerry Maguire (br: Jerry Maguire - A grande virada — pt: Jerry Maguire)
- 1996 — Mission: Impossible (br / pt: Missão impossível)
- 1999 — Magnólia (br / pt: Magnólia)
- 1999 — Eyes Wide Shut (br / pt: De olhos bem fechados)
- 2000 — Mission: Impossible II (br: Missão impossível 2 — pt: Missão impossível II)
- 2001 — Vanilla Sky (br / pt: Vanilla Sky)
- 2001 — The Others (br / pt: Os Outros) Produtor Executivo do Filme
- 2002 — Minority Report (br: Minority report - A nova lei — pt: Relatório minoritário)
- 2003 — The Last Samurai (br / pt: O último samurai)
- 2004 — Collateral (br / pt: Colateral)
- 2005 — War of the Worlds (br / pt: Guerra dos mundos)
- 2006 — Mission: Impossible III (br: Missão impossível III / pt: Missão impossível 3)
- 2007 — Lions for Lambs (br: Leões e Cordeiros)
- 2008 — Valkyrie (br: Operação Valquíria / pt: Valquíria)
- 2008 — Tropic Thunder (br: Trovão tropical / pt: Tempestade Tropical)
- 2010 — Knight and Day (br / pt: Encontro Explosivo)
- 2011 — Mission: Impossible - Ghost Protocol (br / pt: Missão Impossível - Protocolo Fantasma)
- 2012 — Rock of Ages (br / pt: Rock of Ages - O Filme)
- 2012 — Jack Reacher (br: Jack Reacher - O Último Tiro)
- 2013 — Oblivion (br: Oblivion - pt: Esquecido)
- 2014 — Edge of Tomorrow (br: No Limite do Amanhã)
- 2015 — Mission: Impossible - Rogue Nation (br / pt: Missão: Impossível - Nação Secreta)
- 2016 — Jack Reacher: Never Go Back
- 2017 — The Mummy (br: A Múmia)
- 2017 — American Made (br / pt: Feito na América — pt: Barry Seal: Traficante Americano)
- 2018 — Mission: Impossible – Fallout
- 2022 — Top Gun: Maverick
- 2023 — Mission: Impossible – Dead Reckoning Part One
- 2025 — Mission: Impossible – The Final Reckoning

## Prêmios e indicações
Oscar

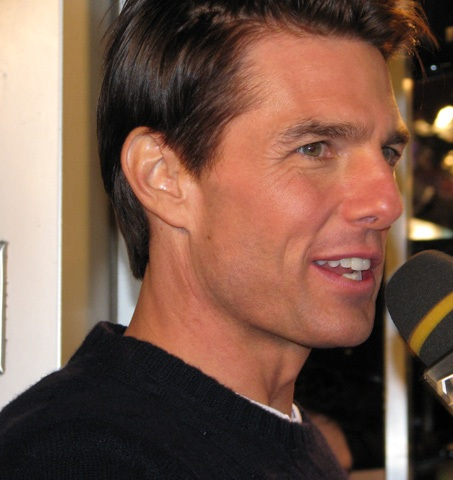
Tom Cruise em 2008.

- Recebeu duas indicações na categoria de Melhor Ator, por Nascido em 4 de Julho (1989) e Jerry Maguire - A grande virada (1996).
- Recebeu uma indicação na categoria de Melhor Ator (Coadjuvante/Secundário), por Magnólia (1999).
- Recebeu uma indicação na categoria de Melhor Filme por Top Gun: Maverick (2022)

Globos de Ouro
- Recebeu três indicações na categoria de melhor ator - drama, por Nascido em 4 de Julho (1989), Questão de honra (1992) e O último samurai (2004). Venceu em 1989.
- Recebeu duas indicações na categoria de melhor ator - comédia / musical, por Negócio arriscado (1983) e Jerry Maguire - A grande virada (1996). Venceu em 1996.
- Recebeu duas indicações na categoria de melhor ator (coadjuvante/secundário) - Magnólia (1999) e Trovão Tropical (2008). Ganhou em 1999.

BAFTA
- Recebeu uma indicação na categoria de melhor ator, por Nascido em 4 de Julho (1989).

Critics' Choice Awards
- Recebeu uma indicação na categoria de Melhor Ator, por Top Gun: Maverick (2022).

Sindicato dos Produtores da América
- Recebeu o Prêmio David O. Selznick pelo Conjunto da Obra em 2023.[27]

## Vida pessoal

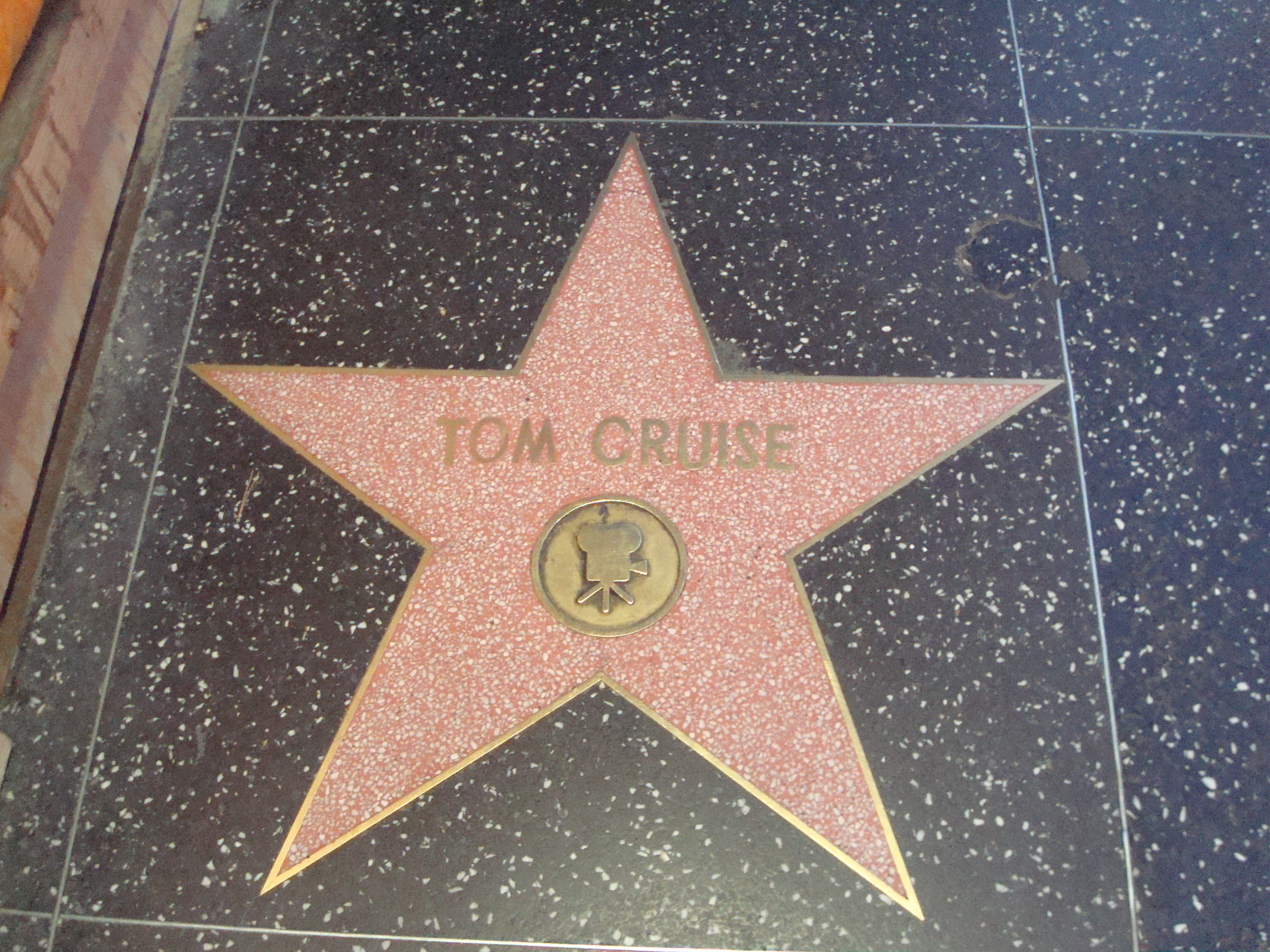
A estrela de Tom Cruise na Calçada da Fama em Hollywood, Los Angeles, Califórnia.

Filho de Mary Lee Mapother e do engenheiro eletricista Thomas Mapother III, que morreu de câncer em 1984, Tom tem três irmãs: a publicitária Lee Anne, a professora Marian e Cass. Após o divórcio, Mary Lee subiu ao altar novamente, dando a Jack South a posição de padrasto de Cruise.
A primeira namorada conhecida foi a atriz Rebecca De Mornay, a quem conheceu no set de filmagem de Risky Business. Sua primeira mulher foi a atriz Mimi Rogers, e foi ela quem introduziu Cruise na cientologia. Eles se divorciaram após três anos de casamento, pois ele havia se apaixonado por Nicole Kidman.
Tom e Nicole Kidman se conheceram no set do filme Days of Thunder, em 1990. Casaram-se na véspera de Natal do mesmo ano. Eles adotaram duas crianças, a menina Isabella e o menino Connor. Além de Days of Thunder, eles também contracenaram em Far and Away (1992) e em Eyes Wide Shut (1999). Se divorciaram após dez anos juntos.
A atriz espanhola Penélope Cruz e Tom se conheceram enquanto atuavam juntos no filme Vanilla Sky (2001), e ficaram juntos durante quase três anos.

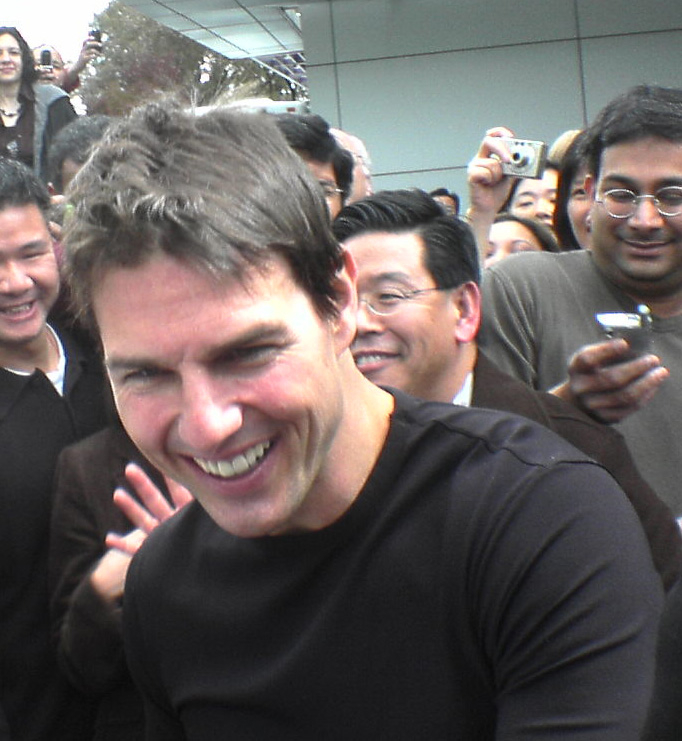
Cruise em 2007.

Tom e a estrela de Dawson's Creek, Katie Holmes, começaram a namorar no início de 2005, e ficaram noivos no mesmo ano. Ele lhe propôs casamento em Paris, na França, quando estavam na Torre Eiffel. Ela engravidou no mesmo ano, dando à luz Suri, em 18 de abril de 2006. Separaram-se em 2012.
Tem três filhos; Isabella Jane Kidman Cruise e Connor Anthony Kidman Cruise, filhos adotivos dele com Nicole Kidman, e Suri Holmes Cruise, filha biológica dele com Katie Holmes.

### Cientologia
Cruise tem sido um dos maiores defensores da Cientologia. Ele se envolveu em 1990 por meio de sua primeira esposa Mimi Rogers. Atribuiu publicamente que a cientologia o ajudou a superar seu problema com o TDAH. O seu envolvimento com a Cientologia tem causado problemas em suas atuações profissionais recentes.

### Viagem espacial
Em meados de 2020, foi anunciado que Tom Cruise deverá participar de uma viagem espacial, planejada para ocorrer em outubro de 2021. De acordo com os planos originais, Cruise deverá subir ao espaço em companhia do diretor e produtor Doug Liman e de dois astronautas profissionais. Nesta ocasião, Cruise deverá gravar cenas para o primeiro filme a ter partes realmente produzidas no espaço.